# Združenje cerkvenih pevskih zborov Gorica
Združenje cerkvenih pevskih zborov – Gorica (ZCPZ) so ustanovili leta 1973 v Gorici. S svojim delovanjem skuša zaščiti in vrednotiti jezik, kulturo in identiteto slovenske narodne manjšine v Furlaniji-Julijski krajini ter se navdihuje po vrednotah krščanstva in demokracije. Svojim članom (slovenskim odraslim in otroškim pevskim zborom) nudi strokovno, organizacijsko, svetovalno in materialno pomoč ter jih povezuje v raznih zborovskih projektih. Posebno pozornost namenja mladinskim in otroškim pevskim zasedbam, saj tako z vzgojo otrok in odraščajočih lahko ohrani glasbeno kulturno bogastvo Slovencev na Goriškem še naprej živo.  Združenje skrbi tudi za izdajanje različnih pesmaric in drugih glasbenih publikacij.
ZCPZ Gorica organizira tečaje za zborovodje in organiste, da se lahko njihovi člani strokovno izobražujejo. Od leta 2001 (skupaj s Prosvetnim društvom Vrh Sv. Mihaela) prireja otroško zborovsko revijo Zlata grla, ki je tudi tekmovalnega značaja. Redno organizira tudi koncerte za odrasle zbore. Sodeluje tudi pri organizaciji Male Cecilijanke, ki je namenjena otroškim zborom.
ZCPZ Gorica je včlanjena v deželno organizacijo USCI-FVG (Unione Società Corali del Friuli Venezia Giulia) - Združenja pevskih društev Furlanije Julijske Krajine, ki izredno podpira zborovsko petje.